# Solok Bio-Bio
Solok Bio-Bio is een bestuurslaag in het regentschap Lima Puluh Kota van de provincie West-Sumatra, Indonesië. Solok Bio-Bio telt 1889 inwoners (volkstelling 2010).